# Tha Blue Carpet Treatment
Tha Blue Carpet Treatment è l'ottavo disco registrato in studio dal rapper californiano Snoop Dogg pubblicato il 21 novembre del 2006 dalla Doggystyle Records e dalla Geffen Records. Questo album in Italia è arrivato alla posizione numero 56 mentre nella classifica statunitense di Billboard 200 alla 5ª. Nella prima settimana ha venduto 264 000 copie ricevendo buone critiche dai critici musicali.

## Tracce
1. Intrology (ft. George Clinton) (prod. da Battlecat)
2. Think About It (prod. da Frequency)
3. Crazy (ft. Nate Dogg) (prod. da Fredwreck)
4. Vato (ft. B-Real) (prod. da Pharrell Williams)
5. That's That Shit (ft. R. Kelly) (prod. da Nottz)
6. Candy (Drippin' like Water) (ft. E-40, MC Eiht, Goldie Loc & Tha Dogg Pound) (prod. da Rick Rock)
7. Get A Light (ft. Damian Marley) (prod. da Timbaland & Danja)
8. Gangbangin' 101 (ft. The Game) (prod. da Snoop Dogg & Terrace Martin)
9. Boss' Life (ft.Nate Dogg) (prod. da Dr. Dre)
10. L.A.X. (ft. Ice Cube & The Notorious B.I.G.) (prod. da Battlecat)
11. 10 Lil' Crips (prod. da Pharrell Williams)
12. Round Here (prod. da Dr. Dre)
13. A Bitch I Knew (ft. Traci Nelson) (prod. da Rhytum D & Battlecat)
14. Like This (ft. Letoya Williams, Westurn Union & Raul Midòn) (prod. da Soopafly)
15. Wich One Of You (ft. Nine Inch Dix) (prod. da 1500 & Soopafly)
16. I Wanna Fuck You (ft. Akon) (prod. da Akon)
17. Psst! (ft. Jamie Foxx)(prod. da N8 & Brainz)
18. Beat Up On Yo Pads (prod. da Mr. Porter & DJ DDT-Da Busta)
19. Don't Stop (ft. Kurupt, MC Eiht, Goldie Loc & Kam) (prod. da THX & Chris Goodman)
20. Imagine (ft. Dr. Dre & D'Angelo) (prod. da Dr. Dre & Mark Batson)
21. Conversations (ft. Stevie Wonder & Azuré) (prod. da DJ Pooh & Stevie Wonder)
22. My People (Bonus Track) (prod. da Battlecat)
23. Real Talk (R.I.P. Tookie) (prod. da L.T. Hutton)